# Praček
Praček je priimek več znanih ljudi:
- Aleš Praček, mag.varstva nar.in kult.dediščine, publicist o zgodovini
- Anna Krasna-Praček (1900—1988), pisateljica in publicistka
- Ciril Praček (1913—2000), alpski smučar
- Franc Praček (1903—?),  pripadnik posebnih bataljonov na Sardiniji, pesnik in pisec spominov
- Lojzka Praček (1920—2011), alpska smučarka, plezalka, atletičarka
- Martin Praček (1904—?), arhitekt, aktivist NOB
- Nataša Grubar Praček, knjižničarka
- Stane Praček, prof. NTF UL
- Tone Praček, športni delavec in pedagog - odbojka ... (Bloudkova n.)